# Азербайджано-украинские отношения
Азербайджано-украинские отношения — отношения между Азербайджаном и Украиной в политической, экономической и иных сферах.

## История

### Отношения в 1918—1922 годах

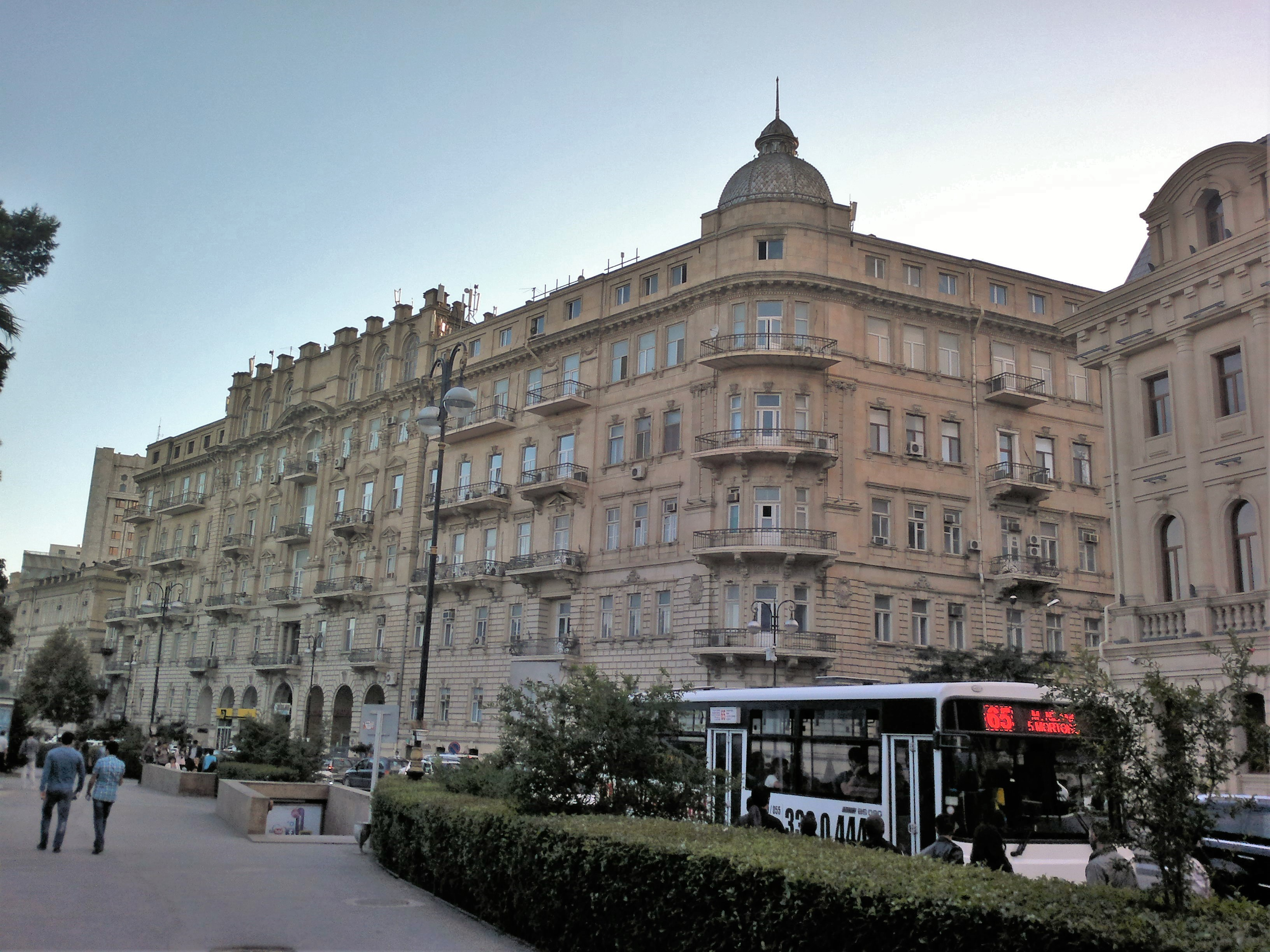
Дом, в котором располагалась дипломатическая миссия Украины в Азербайджанской Демократической Республике. Баку, ул. Истиглалият, 13

Нестабильность военно-политического положения не позволила Азербайджанской Демократической Республике и Украинской державе установить полноценные дипломатические отношения. Ввиду подобной ситуации в июле 1918 года генеральным консулом в Баку был назначен по совместительству генеральный консул Украины в Тифлисе Алексей Кулинский.
Азербайджанцами, находящимися на Украине, в Киеве 10 октября 1918 года был создан Комиссариат Азербайджана на Украине во главе Джалилом Садыковым, который «до установления связи с Азербайджанским Правительством» брал на себя обязательство осуществлять «защиту интересов граждан Азербайджана». О создании комиссариата был извещён МИД Украины. Орган получил признание гетманского правительства. Уже 1 ноября 1918 года со стороны комиссариата поступило прошение прояснить положение закона о регистрации и призыве в украинскую армию отдельных категорий офицеров запаса с целью, чтобы под его действие не попали граждане Азербайджана, как «суверенного государства». В ответ Правительством Украины опубликовало разъяснение в котором среди других не подлежащих призыву были перечислены бывшие подданные Российской империи, которые получили «национальные паспорта от соответствующих Правительств или полномочных представителей при Украинском Правительстве государств, которые вновь возникли на территории бывшей Российской империи», либо «от признанных Украинским Правительством фактических представителей подобных государств и национальных организаций на Украине» в числе которых был указан и Комиссариат Азербайджана в Киеве, чем оно фактически признало Азербайджан.
Полноценные азербайджано-украинские дипломатические отношения были установлены в период Директории Украинской Народной Республики. В этот период в Азербайджан прибыл полномочный представитель Украины на Кавказе Иван Красковский. 8 февраля 1919 года он передал верительные грамоты Министру иностранных дел Азербайджанской Демократической Республики Фатали Хану Хойскому. Также был назначен новый генеральный консул с резиденцией в Тифлисе и полномочиями на представительство в Азербайджане, Армении и Грузии — Алексей Кулинский, чьи полномочия были признаны азербайджанским правительством 5 августа 1919 года. Кроме того, для представительства Украины непосредственно в Азербайджане была создана должность почётного вице-консула. Первым её занял глава Украинской рады в Баку А. Головань, чьи полномочия признаны азербайджанским правительством 8 октября 1919 года. В Баку была открыта дипломатическая миссия Украины.

Назначенный 1 ноября 1918 года Юсиф Везир Чеменземинли не смог приступить к исполнению обязанностей, и правительство АДР снова наделило  Комиссариат Азербайджана на Украине полномочиями, которые были официально признаны УНР. Комиссариат продолжал функционировать вплоть до прихода большевиков.

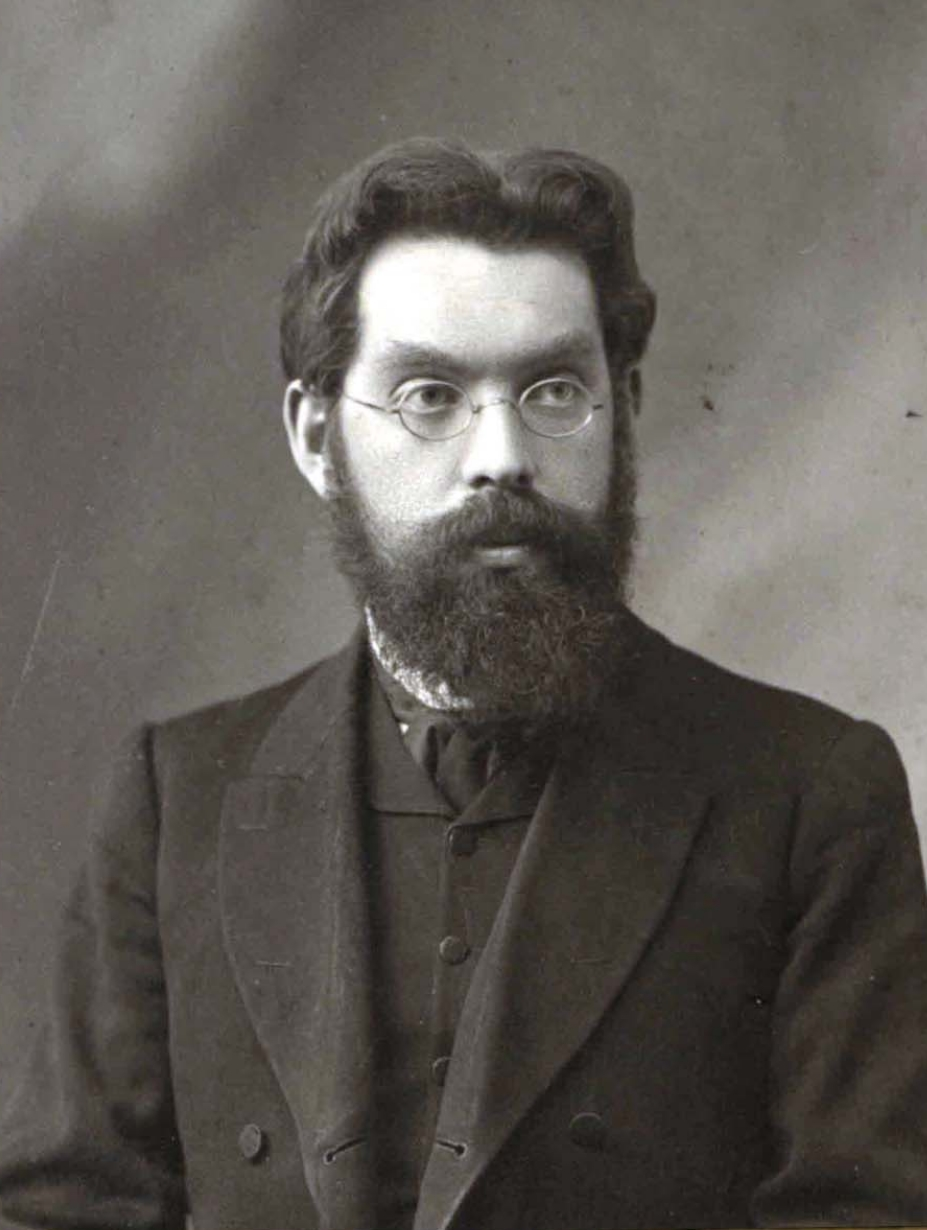
Иван Красковский — полномочный представитель Украины на Кавказе в 1918—1921 годах

В этот период азербайджано-украинские отношения активизировались. В ответ на просьбу украинского вице-консула Василия Кужима о помощи 20 000 украинцам, проживающим в Мугани и находящимся в бедственном положении, Правительство Азербайджанской Демократической Республики выделило им 750 000 карбованцев и угодья для ведения сельского хозяйства. Во время эпидемии тропической лихорадки в Мугани Кужим смог получить от Американского комитета помощь в виде лекарств — 20 000 пудов хины. В свою очередь, Правительство АДР совместно с Украинской радой организовали санитарный отряд для раздачи её больным. В то же время в Киеве МИД Украины пошёл на встречу Азербайджанскому комиссариату, который в декабре 1918 года обратился о представлении права ношения оружия к Правительству УНР. В январе 1920 года правительство АДР предоставило гарантии признания паспортов УНР.
На международной арене азербайджано-украинское сотрудничество выразилось в совместном выступлении на Парижской мирной конференции в ответ на признание 12 июня 1919 года Верховным советом Антанты правительства Колчака единственным законным правительством на всем постимперском пространстве. Представители теперь суверенных государств — Эстонии, Грузии, Северного Кавказа, Белоруссии, Украины и Азербайджана 17 июня подписали совместную ноту «протеста». Протокол о намерении заключить первый договор между Азербайджанской Демократической Республикой и Украинской Народной Республикой был подписан уже представителями двух эмигрантских правительств в Стамбуле 28 ноября 1921 года.
Генеральные консулы Украины в Баку:
- Алексей Кулинский[укр.], по совместительству генеральный консул Украины в Тифлисе. Назначен в июле 1918 года[2]
- Лев Лесняк[укр.], по совместительству генеральный консул Украины в Тифлисе. Назначен в 1918 году[4].

Почётные вице-консулы Украины в Баку:
- А. Головань. Назначен 23 августа 1919 года[4]
- Мир Абдульфат-хан Мир Рза хан-оглы Талышинский. Назначен в 1919 году[4];
- Василий Кужим[укр.]. Назначен 1 января 1920 году[4].

Полномочные представители Украины на Кавказе:
- Иван Красковский, вручил верительные грамоты Министру иностранных дел Азербайджанской Демократической Республики Фатали Хану Хойскому 8 февраля 1919 года[2].

Комиссары Азербайджана на Украине:
- Джалил Садыков. Назначен 10 октября 1918 года[1].

Послы Азербайджана на Украине, в Польше и Крыму:
- Юсиф Везир Чеменземинли. Назначен 1 ноября 1918 года[2], не приступил к исполнению обязанностей[7].

### Отношения между советскими республиками
Украинская Советская Социалистическая Республика и Азербайджанская Советская Социалистическая Республика обсуждали возможность заключения политического договора и обмена дипломатическими представительствами. 8 декабря 1921 года УССР даже предоставила официальные полномочия для ведения переговоров Юрию Коцюбинскому. Однако, инициативу остановил Совет народных комиссаров РСФСР. 30 декабря 1922 года между УССР, ЗСФСР, в состав которой к тому времени вошла АзССР, РСФСР и ССРБ, был заключён Договор об образовании СССР. Тем не менее, после образования СССР, советские Азербайджан и Украина по инерции продолжили налаживать сотрудничество. В начале 1920-х годов послом АзССР в УССР был назначен Абдул-Али Таир-оглы. В Харькове длительное время продолжало функционировать азербайджанское торговое представительство. В Баку продолжили деятельность торговое и другие хозяйственные представительства УССР.

## Дипломатические отношения
Дипломатические отношения между двумя государствами были уставлены после обретения ими независимости, 6 февраля 1992 года.
Посольство Украины в Азербайджане действует с 5 мая 1996 года. Посольство Азербайджана в Украине действует с 17 марта 1997 года.
Обе страны являются полноправными членами Совета Европы, Организации по Безопасности и Сотрудничеству в Европе (ОБСЕ), Организации за демократию и экономическое развитие (ГУАМ), Организации Черноморского экономического сотрудничества (ОЧЭС).
В парламенте Азербайджана действует рабочая группа по отношениям с Украиной. Руководитель группы — Руфат Гулиев.
В парламенте Украина с 10 февраля 2020 года действует межпарламентская рабочая группа по отношениям с Азербайджаном.

## Двусторонние визиты

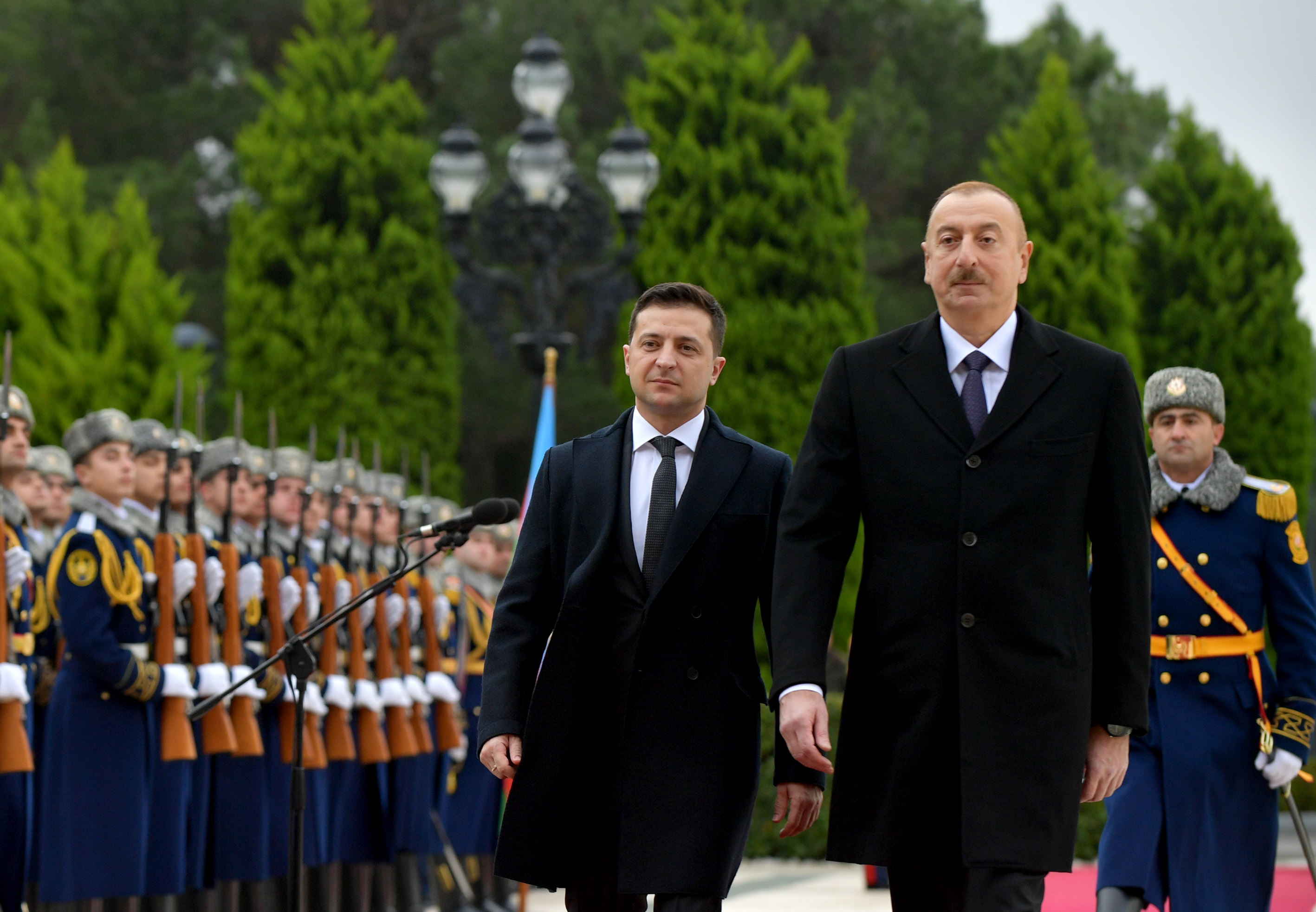
Владимир Зеленский и Ильхам Алиев
(2019 год)

10 декабря 1992 года президент Азербайджана Абульфаз Эльчибей прибыл с официальным визитом в Киев. в ходе встречи с президентом Украины Леонидом Кравчуком предполагалось подписание ряда двусторонних соглашений политического и экономического характера, в том числе договора о дружбе и взаимодействии. За неделю до визита на Украину на II съезде Народного фронта Эльчибей заявил, что во внешней политике Азербайджанская Республика будет ориентироваться на усиление связей с США и Великобританией, а «что же касается республик бывшего Союза, то здесь приоритет будет отдаваться Украине».
27-28 июля 1995 года был осуществлён официальный визит украинского президента Леонида Кучмы. Стороны подписали 11 межнациональных соглашений о взаимоотношениях, свободной торговле, совместной деятельности в сфере торговли и экономики, авиационных связях, о производственном объединении, о сотрудничестве в области нефтегазовых скважин.
24-25 марта 1997 года состоялся официальный визит Президента Азербайджанской Республики Гейдара Алиева на Украину, в ходе которого было заключено 17 соглашений. Среди договорённостей особое место занимают Декларация об углублении отношений партнерства, меморандум о сотрудничестве в области нефтегазовой отрасли, консульская конвенция, договор о стимулировании и обоюдной защите инвестиций; о сотрудничестве в области таможенного законодательства; о сотрудничестве в области железнодорожного транспорта; о совместной деятельности торгово-промышленных палат. Гейдар Алиев был награждён орденом Ярослава Мудрого.
8 сентября 1998 года в Баку было подписано Основное многостороннее соглашение об интернациональном транспорте по развитию коридора Европа-Кавказ-Азия.
Во время официального визита Президента Л. Кучмы в Баку в период с 16 по 17 марта 2000 года был заключён Договор об экономическом сотрудничестве на 2000—2009 годы. Была завершена подготовка особой Программы экономического сотрудничества. Президент Л. Кучма был удостоен правительственной награды Азербайджана — ордена «Истиглал».
28 февраля — 2 марта 2001 года с официальным визитом в Баку находилась делегация Украины, возглавляемая председателем Верховной Рады И. Плющом. В ходе переговоров было подписано Соглашение о сотрудничестве между парламентами обеих республик.
22 апреля 2019 года Президент Азербайджанской Республики Ильхам Алиев поздравил Владимира Зеленского с избранием на пост Президента Украины.

## Договорно-правовая база
16 октября 2001 года обе стороны подписали Договор о дружбе, сотрудничестве и партнёрстве.
В 2002 году правительствами Азербайджанской Республики и Украины было достигнуто соглашение о безвизовых поездках граждан Украины и Азербайджана.
Между странами подписано 143 документа.

## Экономическое сотрудничество

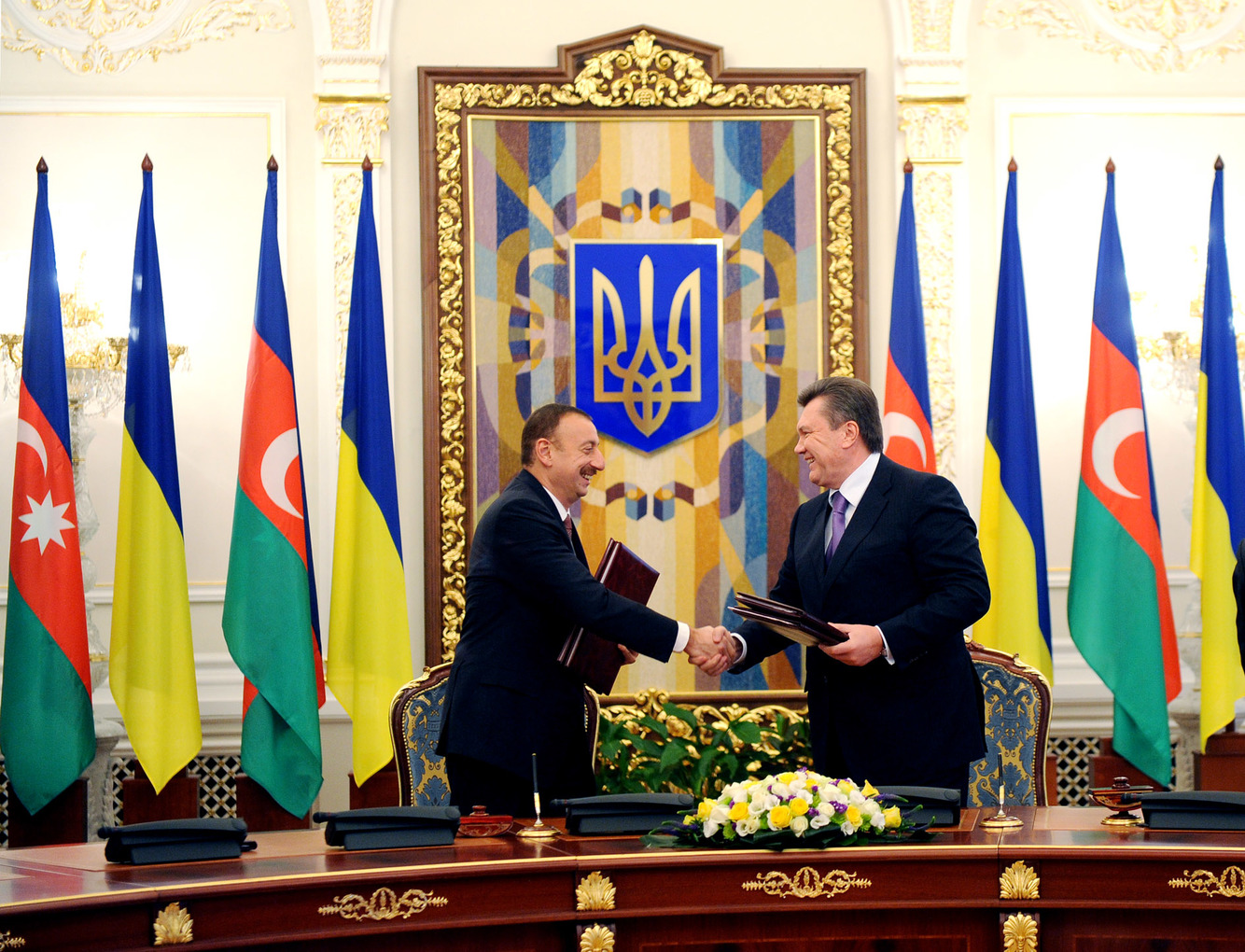
Ильхам Алиев и Виктор Янукович после подписания документов 28 октября 2010 года

С 17 июля 1993 года действует совместная межправительственная комиссия по двусторонним отношениям.
На 2015 год правительство Азербайджана инвестировало более 200 млн. долл. в экономику Украины.
12 июня 2018 года в городе Эскишехир (Турция) состоялась церемония запуска Трансанатолийского газопровода.
Более 85 % нефтеперерабатывающих заводов Украины получают нефть из Азербайджана. Азербайджан считается одним из ведущих поставщиков нефти на Украину. На 2019 год Украина занимала второе место (после Российской Федерации) среди торговых партнеров Азербайджана.
В 2003 году учреждены совместные предприятия по производству и реконструкции масляных трансформаторов.
В декабре 2009 года создана «SOCAR Energy Ukraine», дочернее предприятие ГНКАР. Компания занимается оптовой и розничной продажей нефтепродуктов, оптовой реализацией природного газа и авиационного топлива.
17 декабря 2019 года в Баку открыт Торговый дом Украины.
На апрель 2024 года в Азербайджане действуют 200 компаний с украинским капиталом.
28 июля 2025 года Нафтогаз заключил соглашение с ГНКАР об импорте газа по трансбалканскому газопроводу. При реализации соглашения Украина впервые начнёт импорт газа из Азербайджана.

### Товарооборот (тыс. долл.)[16]
| Годы | Экспорт Азербайджана | Импорт Азербайджана | Объём товарооборота |
| ---- | -------------------- | ------------------- | ------------------- |
| 1997 | 32 144,7             | 85 640,3            | 117 785             |
| 1998 | 12 018,1             | 92 990,5            | 105 008             |
| 1999 | 24 026,8             | 38 450,4            | 62 477,2            |
| 2000 | 23 620,9             | 35 824,2            | 59 445,1            |
| 2001 | 6 841,0              | 39 329,9            | 46 170,9            |
| 2002 | 12 981,7             | 79 918,1            | 92 889,8            |
| 2003 | 21 204,2             | 118 667,3           | 139 871,5           |
| 2020 | 353 045,37           | 418 455,13          | 771 500,5           |
| 2021 | 452 449,32           | 470 024,16          | 922 473,48          |
| 2022 | 357 974,81           | 259 804,61          | 617 779,42          |
| 2023 | 118 645,80           | 235 128,77          | 353 774,57          |
| 2024 | 177 242,23           | 282 377,70          | 459 619,93          |

Экспорт Украины: черные металлы, бумага, картон, сахар и кондитерские изделия, готовые продукты из зерна, древесина.
Товарооборот между двумя странами в 2010 году составил 1 млрд. 400 млн долларов. В 2013 году объем внешней торговой деятельности между Украиной и Азербайджаном насчитывал 979 миллионов долларов. В 2015 года оборот упал втрое, до 390 миллион долларов.

## Военно-техническое сотрудничество
Последствия Карабахской войны стали стимулом для Азербайджана к пересмотру списка потенциальных союзников и поставщиков вооружений. Значительные финансовые ресурсы и потребности в приобретении военной техники у Азербайджана, а также тот факт, что обе страны состоят в ГУАМ, сделали его достаточно привлекательным партнёром для Украины, которая после распада СССР получила большое количество вооружения, производственных мощностей и технологий.
Начало систематического военно-технического сотрудничества было положено в конце 1990-х гг, когда отношения между странами в рамках ГУАМ еще сильнее углублялись и шли переговоры относительно поставок азербайджанских энергоносителей в Украину. Соглашения о совместной деятельности в военно-технической сфере впервые были подписаны в 1997 году. В 2006 году Украина продала Азербайджану 48 танков Т-72АГ. К 2007 г. Украина уже вошла в число основных военных партнеров Азербайджана, в дальнейшем объемы поставок только увеличивались. Азербайджан и Украина также вели сотрудничество в сфере передачи технологий и декларирования общих разработок, вооружённые силы обеих стран проводили совместные учения и разрабатывали проекты создания миротворческого батальона в рамках ГУАМ.
С началом войны на Донбассе в 2014 году перечень поставляемых Украиной вооружений существенно сократился. Тем не менее ВТС Украины и Азербайджана продолжает оставаться одной из основных сфер двусторонних отношений.
В 2009 году Украина поставила в Азербайджан 29 БТР-70, 29 единиц 122-миллиметровых самоходных гаубиц 2C1 «Гвоздика» и 6 единиц 152-миллиметровых самоходных гаубиц 2С3 «Акация», один учебно-боевой истребитель МиГ-29УБ, 11 вертолетов Ми-24.
В 2010 году Украиной было продано Азербайджану 71 БТР-70 (без вооружения), 7 самоходных артиллерийских установок «Гвоздика» 2С1 калибра 122 мм, 1 вертолет Ми-24Р, 1 управляемый противоракетный комплекс и 3000 автоматов и пистолетов-автоматов.

### Мнение
Член Совета украинской диаспоры Азербайджана генерал-майор Владимир Тимошенко так оценивает перспективы военно-технического сотрудничество между двумя странами:

Я убежден, что военное сотрудничество между нашими двумя странами имеет очень хорошие перспективы. Здесь хотелось бы подчеркнуть, что Украина является высокоиндустриальной страной с очень развитым военно-промышленным комплексом. За исключением боевых самолетов здесь производятся все остальные виды самых передовых вооружений, военной техники. Это и самые современные танки, и военные корабли, радиолокационные системы и так далее.
А, принимая во внимание высокий уровень политического диалога, который установился на уровне руководства Азербайджана и Украины, перспективы активизации двустороннего военно-технического сотрудничества выглядят в самом радужном свете.
— Владимир Тимошенко 

## Гуманитарная помощь
В результате телефонного разговора Президента Украины Владимира Зеленского и Президента Азербайджана Ильхама Алиева, который состоялся 26 марта 2020 года, была достигнута договоренность о предоставлении гуманитарной помощи для борьбы с коронавирусом. В мае 2020 года Азербайджан предоставил Украине 23 тонны гуманитарной помощи, в том числе медицинские маски, защитные костюмы, термометры, дезинфекторы и другое оборудование.
В 2022 году за 11 месяцев войны на территорию Украины была доставлена гуманитарная помощь общим весом около 137 тонн медицинского оборудования и медикаментов. Эта традиция  продолжается
Азербайджан на 2023 год выделил средства в размере 7,6 млн долларов США на оказание гуманитарной помощи Украине.
Азербайджан помогает в восстановлении инфраструктуры города Ирпень. Осуществляется восстановление здания городской поликлиники Ирпеня. Планируются ещё 4 проекта — восстановление Центрального дома культуры, Ирпенской детско-юношеской спортивной школы, Центра искусств и девятиэтажного жилого дома.

## В области образования
24 марта 1997 года достигнута договорённость между Министерством образования Азербайджанской Республики и Министерством образования Украины о совместной деятельности в области образования и  научно-техническом сотрудничестве.
Существуют связи Бакинского Государственного Университета с такими высшими учебными заведениями Украины, как Киевский национальный университет, Днепровский национальный университет, Черкасский национальный университет. Осуществляется совместная деятельность Межрегиональной академии управления персоналом с вузами Азербайджана. На базе Академии в Киеве создан совместный Украинско-Азербайджанский институт социальных наук и международных отношений имени Гейдара Алиева.
15 апреля 2003 года в Институте международных отношений Киевского национального университета была проведена международная конференция на тему «Азербайджан-Украина: перспективы развития стратегического партнерства». Заключён ряд соглашений, в частности, Протокол о намерениях между Академией Государственного Управления при Президенте Украины и Академией государственного управления при президенте Азербайджанской Республики, Договор о сотрудничестве между Бакинским Государственным Университетом и Днепропетровским Национальным Университетом.

## В области культуры
Действуют азербайджанский культурный центр имени Юсифа Чеменземенли в Киеве, культурные центры «Сафлыг», «Хатаи» в Харькове, культурный центр в Львове.
Действуют также общества «Айнур хатун» (Киев), «Veten» («Родина»), «Бакинец», «Ocaq» («Очаг») в Севастополе.
В 1994 году были заложены основы Всеукраинского общественно-культурного центра Азербайджана им.Низами Гянджеви. Действует Дом Азербайджана в Oдессе.
В мае 2001—2002 годов на Украине проведены Дни азербайджанской культуры.
30 сентября 2002 года в Баку в ходе переговоров между Министерством молодёжи, спорта и туризма Азербайджана и Государственным комитетом Украины по вопросам физической культуры и спорта была достигнута договорённость о проведении различных спортивных мероприятий в 2002—2003 годах. 10 октября 2002 года заключён Протокол о сотрудничестве между Центром научных изысканий проблем молодежи при Министерстве молодежи, спорта и туризма Азербайджанской Республики и Государственным институтом проблем семьи и молодёжи Украины.
18 июля 2018 года в Киеве открыт сквер им. Муслима Магомаева и памятник (скульптор Сейфаддин Гурбанов). На официальной церемонии открытия присутствовала делегация во главе с Министром культуры Азербайджанской Республики Абульфасом Гараевым. В открытии приняли участие Министр культуры Украины Евгений Нищук, председатель Государственного комитета Азербайджанской Республики по работе с диаспорой Фуад Мурадов, первый заместитель председателя КГГА Николай Поворозник, заслуженные артисты Азербайджана, Узбекистана, Казахстана, Украины и других стран СНГ.
27 мая 2019 года в честь дружбы Азербайджана и Украины в Киеве открыт памятник азербайджанскому поэту и мыслителю Имадеддину Насими на бульваре Дружбы народов (у перекрестка с ул. Кургановской). На церемонии открытия присутствовали мэр Киева Виталий Кличко, Чрезвычайный и Полномочный Посол Республики Азербайджан в Украине Азер Худиев и мэр города Баку Эльдар Азиз оглу Азизов. Открытие памятника состоялось в рамках празднования Дня Киева и по случаю 100-летия международной дипломатии Азербайджана.
4 ноября 2019 года в городе Днепр прошла церемония открытия Центра Азербайджана, на которой приняли участие сотрудники посольства Азербайджана в Украине, члены азербайджанской общины Днепра.
В сентябре 2021 года в Харькове состоялось открытие памятника Низами Гянджеви. 23 октября в Харькове открыли Сквер мыслителей, посвященный дружеским отношениям между Украиной, Казахстаном и Азербайджаном.